# كرايغ هال
كرايغ هال (بالإنجليزية: Craig Hall)‏ هو لاعب دوري الرغبي أسترالي، ولد في 6 نوفمبر 1977 في Hornsby, New South Wales ‏ في أستراليا.